# Protoneura rojiza
Protoneura rojiza – gatunek ważki z rodziny łątkowatych (Coenagrionidae). Endemit Meksyku; występuje od stanu Jalisco do stanu Oaxaca.